# Corrobinnie Hill Conservation Park
Corrobinnie Hill Conservation Park är en park i Australien. Den ligger i delstaten South Australia, omkring 340 kilometer nordväst om delstatshuvudstaden Adelaide.
Trakten runt Corrobinnie Hill Conservation Park är nära nog obefolkad, med mindre än två invånare per kvadratkilometer.. Det finns inga samhällen i närheten.
Omgivningarna runt Corrobinnie Hill Conservation Park är i huvudsak ett öppet busklandskap. Genomsnittlig årsnederbörd är 432 millimeter. Den regnigaste månaden är juni, med i genomsnitt 81 mm nederbörd, och den torraste är oktober, med 9 mm nederbörd.